# Куцокрил капський
Куцокри́л капський (Bradypterus sylvaticus) — вид горобцеподібних птахів родини кобилочкових (Locustellidae). Ендемік Південно-Африканської Республіки.

## Опис
Довжина птаха становить 14-15 см, вага 16,5 г. Виду не притаманний статевий диморфізм. У дорослих представників номінативного підвиду верхня частина тіла, крила і хвіст темно-оливково-коричневі, нижня частина тіла бліда, горло і живіт білуваті. Горло легко поцятковане коричневими плямками, над очима малопомітні світлі "брови". Хвіст віялоподібний, включає 12 широких стернових пер. Очі карі, дзьоб темно-коричневий, знизу світліший, лапи коричневі. У молодих птахів обличчя і нижня частина тіла жовтуваті, плямки на горлі більш помітні. Представники підвиду B. s. pondoensis мають тьмяніше забарвлення.

## Підвиди
Виділяють два підвиди:
- B. s. sylvaticus Sundevall, 1860 — південь ПАР;
- B. s. pondoensis Haagner, 1909 — південний схід ПАР.

## Поширення і екологія
Капські куцокрили поширені на узбережжі Південно-Африканської Республіки, в Східнокапській та на півдні Західнокапської провінції. Рідко зустрічаються в провінції Квазулу-Наталь. Поблизу Дурбана капські куцокрили вимерли через знищення середовимща їх проживання. Невелика популяція (менше 40 пар) мешкає на схилах Столової гори поблизу Кейптауна. Також капські куцокрили мешкають на схилах Лангеберзьких гір і в 24 заповідниках, зокрема в Національному Парку Еддо-Елефант.
Капські куцокрили живуть в густих чагарникових заростях на узліссях та на узбережжях. Дослідники помітили, що вони пристосувалися до заростей інтродукованої кущистої ожини (Rubus fructicosus) і зустрічаються в прибережних заростях ппоблизу людських поселень.

## Поведінка
Капських куцокрилів складно помітити, оскільки вони ховаються серед рослинності. Вони живляться безхребетними (комахами, павуками, черв'яками і слимаками), шукають здобич на землі. Гніздяться в густій рослинності на берегах струмків. Гніздо розташовується близько до землі.

## Збереження
МСОП класифікує цей вид як вразливий. За оцінками дослідників, популяція капських куцокрилів становить від 3500 до 15000 птахів. Їм загрожує знищення природного середовища.